# Oskar II
Oskar II (szw. Oscar Fredrik; ur. 21 stycznia 1829 w Sztokholmie, zm. 8 grudnia 1907 tamże) – król Szwecji od 1872 roku do swojej śmierci oraz król Norwegii od 1872 roku do 1905 roku. Był ostatnim norweskim władcą z dynastii Bernadotte.

## Zarys biografii
Syn króla Szwecji i Norwegii Oskara I i Józefiny de Beauharnais. Brat króla Szwecji i Norwegii Karola XV. Ojciec króla Szwecji Gustawa V. Ostatni koronowany monarcha szwedzki, następca Gustaw V nie koronował się. Przed wstąpieniem na tron miłośnik wiedzy i amator podróży. Pasjonat nauk ścisłych, sztuki i literatury. Nazywany był „najbardziej oświeconym monarchą Europy”. Odbywał służbę wojskową w marynarce wojennej. Należał do masonerii, do której wprowadził go jego ojciec. Był aktywnym członkiem loży Nordiska Första. Uważał, że masoneria stanowi ważny element życia i kultury.
Wstąpił na tron w 1872. Jego panowanie było długie i pokojowe. W 1884 w Norwegii, a w 1905 w Szwecji zapoczątkował parlamentarno-gabinetowy system rządów. Po tym, jak odmówił utworzenia norweskiej służby dyplomatycznej, parlament norweski usunął go z tronu w 1905. W Szwecji panował do końca życia. Tylko częściowo udało mu się odbudować autorytet Szwecji w polityce wewnętrznej. Musiał współpracować z różnymi frakcjami parlamentarnymi. Od 1896 roku także z socjalistami, którzy po raz pierwszy dostali się do parlamentu. W polityce zagranicznej dokonał reorientacji polityki szwedzkiej. Zamiast tradycyjnego sojuszu z Francją wybrał sojusz z Niemcami. Poprzez swoje szerokie kontakty i zainteresowanie polityką zagraniczną uzyskał status mediatora w rozwiązywaniu różnych kwestii natury dyplomatycznej.

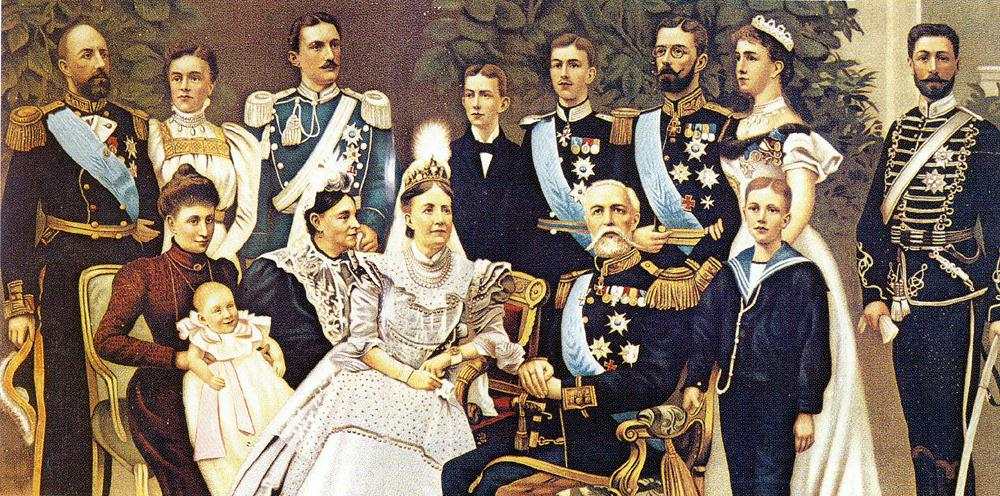
Rodzina królewska, 1882

## Małżeństwo i dzieci
6 czerwca 1857 poślubił księżniczkę Zofię Nassau (1836–1913), z którą miał czterech synów. Byli to: 
- Gustaw V (ur. 16 czerwca 1858 w Drottningholm, zm. 29 października 1950 tamże) – król Szwecji w latach 1907-1950. W 1881 roku ożenił się z Wiktorią Badeńską. Miał z nią trzech synów: Gustawa VI Adolfa (1882–1973), Wilhelma (1884–1965) i Eryka (1889–1918).
- Oskar (ur. 15 listopada 1859 w pałacu Drottningholm, zm. 4 października 1953 w Grödinge obecnie w gminie Botkyrka) – książę Gotlandii. W 1888 roku ożenił się z Ebbą Henriettą Munck af Filkila. Wraz z żoną Oskar miał pięcioro dzieci: Marię (1889–1974), Carla (1890–1977), Sofię (1892–1936), Elsę (1893–1996) i Folke'a (1895–1948).
- Karol (ur. 27 lutego 1861 w Sztokholmie, zm. 24 października 1951 tamże) – książę Västergötlandu. W 1897 roku ożenił się z Ingeborgą Glücksburg, z którą miał czworo dzieci: Małgorzatę (1899–1977), Martę (1901–1954), Astrydę (1905–1935) i Karola (1911–2003).
- Eugeniusz (ur. 1 sierpnia 1865 w pałacu Drottningholm, zm. 17 sierpnia 1947 w Sztokholmie) – książę Närke. Zmarł bezżennie i bezpotomnie.

## Genealogia
| Prapradziadkowie                                         | Jan Bernadotte (1683–1760) ∞1707 Maria du Pucheu (1686–1773)                                     | Jan Saint Vincent (1692–1762) ∞1719 Maria d'Abbadie de Sireix (1694–1752)                        | Jozef Clary (1693–1748) ∞1724 Franciszka Agnes Ammoric (1705–1776)                               | Józef Ignacy Somis (–1750) ∞1739 Katarzyna Róża Soucheiron (1696–1776)                           | Franciszek de Beauharnais (1714–1800) ∞1751 Marie Anne Pyvart de Chastulle (1722–1766)           | Józef Tascher (1735–1790) ∞1761 Maria des Vergers de Sanois (1736–1807)                          | Fryderyk Michał Wittelsbach (1724–1767) ∞1746 Maria Franciszka Wittelsbach (1724–1794)              | Jerzy Wilhelm Hessen-Darmstadt (1722–1782) ∞1748 Maria Leiningen-Dagsburg-Falkenburg (1729–1818)    |
| Pradziadkowie                                            | Jan Hernyk Bernadotte (1711–1780) ∞1754 Joanna de Saint Vincent (1728–1809)                      | Jan Hernyk Bernadotte (1711–1780) ∞1754 Joanna de Saint Vincent (1728–1809)                      | Franciszek Clary (1725–1794) ∞1759 Franciszka Somis (1737–1815)                                  | Franciszek Clary (1725–1794) ∞1759 Franciszka Somis (1737–1815)                                  | Aleksander de Beauharnais (1760–1794) ∞1779 Maria Józefina Tascher (1763–1814)                   | Aleksander de Beauharnais (1760–1794) ∞1779 Maria Józefina Tascher (1763–1814)                   | Król Bawarii Maksymilian I Józef Wittelsbach (1756–1825) ∞1785 Augusta Hessen-Darmstadt (1765–1796) | Król Bawarii Maksymilian I Józef Wittelsbach (1756–1825) ∞1785 Augusta Hessen-Darmstadt (1765–1796) |
| Dziadkowie                                               | Król Szwecji i Norwegii Karol XIV Jan (1763–1844) ∞1797 Désirée Clary (1777–1860)                | Król Szwecji i Norwegii Karol XIV Jan (1763–1844) ∞1797 Désirée Clary (1777–1860)                | Król Szwecji i Norwegii Karol XIV Jan (1763–1844) ∞1797 Désirée Clary (1777–1860)                | Król Szwecji i Norwegii Karol XIV Jan (1763–1844) ∞1797 Désirée Clary (1777–1860)                | Eugeniusz de Beauharnais (1781–1824) ∞1806 Augusta Amalia Wittelsbach (1788–1851)                | Eugeniusz de Beauharnais (1781–1824) ∞1806 Augusta Amalia Wittelsbach (1788–1851)                | Eugeniusz de Beauharnais (1781–1824) ∞1806 Augusta Amalia Wittelsbach (1788–1851)                   | Eugeniusz de Beauharnais (1781–1824) ∞1806 Augusta Amalia Wittelsbach (1788–1851)                   |
| Rodzice                                                  | Król Szwecji i Norwegii Oskar I Bernadotte (1799–1859) ∞1823 Józefina de Beauharnais (1807–1876) | Król Szwecji i Norwegii Oskar I Bernadotte (1799–1859) ∞1823 Józefina de Beauharnais (1807–1876) | Król Szwecji i Norwegii Oskar I Bernadotte (1799–1859) ∞1823 Józefina de Beauharnais (1807–1876) | Król Szwecji i Norwegii Oskar I Bernadotte (1799–1859) ∞1823 Józefina de Beauharnais (1807–1876) | Król Szwecji i Norwegii Oskar I Bernadotte (1799–1859) ∞1823 Józefina de Beauharnais (1807–1876) | Król Szwecji i Norwegii Oskar I Bernadotte (1799–1859) ∞1823 Józefina de Beauharnais (1807–1876) | Król Szwecji i Norwegii Oskar I Bernadotte (1799–1859) ∞1823 Józefina de Beauharnais (1807–1876)    | Król Szwecji i Norwegii Oskar I Bernadotte (1799–1859) ∞1823 Józefina de Beauharnais (1807–1876)    |
| Oskar II Bernadotte (1829–1907), król Szwecji i Norwegii |                                                                                                  |                                                                                                  |                                                                                                  |                                                                                                  |                                                                                                  |                                                                                                  | | |